# بتل لسلی
بتل لسلی (انگلیسی: Bethel Leslie; زاده ۳ اوت ۱۹۲۹ – درگذشته ۲۸ نوامبر ۱۹۹۹) یک هنرپیشه، و فیلم‌نامه‌نویس اهل ایالات متحده آمریکا بود.

## گزیده فیلمشناسی
از فیلم‌ها یا برنامه‌های تلویزیونی که وی در آن نقش داشته‌است می‌توان به آثار زیر اشاره کرد.
- کاپیتان نیومن ام.دی. (۱۹۶۳)
- مولی مگوایرز (۱۹۷۰)
- آیرن‌وید (فیلم) (۱۹۸۷)
- پیامی در بطری (فیلم) (۱۹۹۹)